# 奥田咲
奥田 咲（おくだ さき、1992年〈平成4年〉6月15日 - ）は、日本のAV女優。有限会社オフィスオールドクルー所属。千葉県出身。

## 略歴
若いときにしかできないことをしたいと、人づてに紹介してもらい19歳で業界入り。
2011年1月にアダルトイメージビデオ(AIV)をリリース。6月にアリスJAPAN専属でAVデビューし、2013年1月に卒業。専属女優のユニット「アリスた～ず★」には移籍後も在籍し、2014年5月に小島みなみとともに卒業。
2013年2月にE-BODYに、8月にS1に専属移籍した。11月、香西咲とともに初の海外イベントとなる台湾のイベントに参加。AV OPEN 2015にて出演した共演作が、準グランプリと女優部門1位を獲得。
2014年12月にピンク映画デビュー。「アリスた～ず★」所属時にも舞台の出演経験があったが、2015年12月に単独での舞台デビューを果たす。2016年11月から1年間は、毎月何かしらの舞台に出演していた。2018年6月に劇団「どんどんチェリー」をプロデュースし旗揚げ公演を行った。以後、定期的に舞台に上がっている。
2018年8月、共演作や個人ベスト版を含めたAV作品総リリース数が100作に到達。2019年11月、配信限定・VRも含めた単体出演作が100作に到達。2020年4月、シリーズ化されている出演作の中でスタート作が10作に到達。同年8月、VRも含めたS1からのリリースが100作に到達。同年11月、FANZAの「熟女・人妻キャンペーン」のキャンペーンガールに白石茉莉奈、風間ゆみとともに選ばれた。
2021年5月、一般向け映画初出演作が公開。また、クラウドファンディングにも初挑戦した。同年6月、主演として出演したピンク映画作品が、ピンク映画ベストテン2020桃熊賞の作品賞1位に選ばれた。同年10月、VRも含めたS1からの単体出演作リリース数が100作に到達。2022年3月、各メーカーのものを合わせたAIV作品数が10作に到達。同年5月、VRを除いたS1からの単体出演作リリース数が100作に到達。
2023年8月、吉沢明歩、夢乃あいかに続いて史上3人目となるS1専属期間10周年を達成。同年11月、FANZAの「熟女・人妻キャンペーン」のキャンペーンガールに2度目の選出。2020年に共に選ばれた白石茉莉奈、風間ゆみの他、希島あいり、木下凛々子、JULIAとともにつとめた。同年12月、VR出演作が10作に到達。
2024年1月、FANZAのレンタル部門の2023年年間ランキングが発表され、2014年から10年連続TOP100入りを達成。同年11月4日週FANZA通販フロアランキングにて、出演した『S1 PRECIOUS GIRLS 2024 オールスター24名大集合ハーレムアイランドSpecial』が初登場1位にランクイン。11月11日週では同作が1位。DVD版も3位ランクイン。
2025年1月、共演作や個人ベスト版を含めたAV作品総リリース数が200作に到達。
同年5月5日週FANZA動画フロアランキングにて、同年2月発売の『何が何でもこのカラダとヤリたいッ…！ というわけで、全裸で母さんにお願いしてみた。リメイク実写版 最強コラボ実現！フリーハンド魂×S1×MOODYZ』が7位に浮上した。
| FANZA（旧DMM.R18）の年間主要AV女優ランキング推移 | FANZA（旧DMM.R18）の年間主要AV女優ランキング推移 | FANZA（旧DMM.R18）の年間主要AV女優ランキング推移 | FANZA（旧DMM.R18）の年間主要AV女優ランキング推移 |
| 年                                               | 動画/ビデオ                                      | 通販/DVD                                         | レンタル                                         |
| ------------------------------------------------ | ------------------------------------------------ | ------------------------------------------------ | ------------------------------------------------ |
| 2011                                             | -                                                | -                                                | 45                                               |
| 2012                                             | -                                                | -                                                | 95                                               |
| 2013                                             | -                                                | 62                                               | -                                                |
| 2014                                             | -                                                | 95                                               | 83                                               |
| 2015                                             | -                                                | -                                                | 71                                               |
| 2016                                             | 91                                               | 98                                               | 78                                               |
| 2017                                             | 76                                               | -                                                | 79                                               |
| 2018                                             | 76                                               | -                                                | 71                                               |
| 2019                                             | 45                                               | 34                                               | 68                                               |
| 2020                                             | 未発表                                           | 75                                               | 21                                               |
| 2021                                             | 未発表                                           | 65                                               | 33                                               |
| 2022                                             | 未発表                                           | -                                                | 65                                               |
| 2023                                             | 未発表                                           | 76                                               | 27                                               |
| 2024                                             | 未発表                                           | 未発表                                           | 29                                               |

## 人物
趣味はショッピング、ゲーム、漫画、特技はパソコン。1991年11月14日生まれというプロフィールも存在する。撮影会モデルもこなしている。チャームポイントは胸。川上奈々美からは「泥臭い性格」と例えられている。
舞台演劇を経験して演技の世界にのめり込む。袖裏の緊張感が大好きだという。アリスた～ず時代の仲間であり、ともにAVから芝居の道へ入っていった川上とは正反対の性格と述べており、常にガツガツして前のめりな川上に対し、奥田は遠い未来の目標を描かず、ひょうひょうと見えて男気のあるタイプと互いに分析しあっている。

## 作品

### 写真集・AIV

#### 写真集
- BLOOM（2012年2月21日、双葉社、撮影:西田幸樹）ISBN 978-4575303971
- たおやかなる情人（2020年10月16日、ジーオーティー、撮影:肉尊）ISBN 978-4823600906

デジタル
- 初裸 Vol.1・2（撮影:郡司大地）
- PHOTO SHOT Vol.01・02（撮影:郡司大地）
- 【オトナの特権】（2015年4月17日、Milkyway）
- 【オトナの特権】vol.2（2015年4月17日、Milkyway）
- 咲きみだれ（2019年9月2日、週刊ポスト、撮影:中山雅文）
- S1 ALLSTARS 楽園（2019年10月21日、週刊ポスト、撮影:舞山秀一）モデル:三上悠亜、葵つかさ、小島みなみ、天使もえ、吉高寧々、架乃ゆら
- AV最高峰 S級GIRLS GROUP エスワンキャンペーン No.1 Photo Book（アイドル版2022年5月27日・S級版2022年6月10日、FANZA BEAUTY COLLECTION、撮影:小林弘輔）モデル:三上悠亜、河北彩花、うんぱい、ひなたまりん、miru、香水じゅん、楓ふうあ、小倉七海、つばさ舞、葵つかさ、香澄りこ、山手梨愛、愛宝すず、東雲みれい、小宵こなん、安位カヲル、小島みなみ、夢乃あいか、羽咲みはる、架乃ゆら、星宮一花、鷲尾めい、天音まひな、七ツ森りり、汐世、坂井なるは
- #Escape（2022年7月15日、ジーオーティー、撮影:manimanium）
- 耽美 週刊大衆デジタル写真集NUDE:18（2023年2月6日、双葉社、撮影:篠原潔）
- S1キャンペーン2023 No.1 Photo Book（アイドル版2023年5月12日・S級版2023年6月1日、、FANZA BEAUTY COLLECTION、撮影:小林弘輔）モデル:三上悠亜、河北彩花、楓ふうあ、小宵こなん、うんぱい、鷲尾めい 、山手梨愛、miru、桃果あかり、未歩なな、凪ひかる、香水じゅん、清原みゆう、伊藤聖夏、河西れおな、宮城りえ、歌野こころ、四宮ありす、架乃ゆら、望月つぼみ、安達夕莉、星宮一花、小島みなみ、宇野みれい、似鳥日菜、夢乃あいか、葵つかさ、七ツ森りり、つばさ舞

#### 写真展
- S1 ALLSTARS PHOTO EXHIBITION 2019[22]（2019年12月3 - 8日、ギャラリー ル・デコ）モデル:三上悠亜、葵つかさ、小島みなみ、天使もえ、吉高寧々、架乃ゆら
- 360°-フィクションとリアル-（2024年1月30日 - 2月4日、ギャラリー ル・デコ）モデル:デジタル写真集「CountSheep」「#Escape/#LadyMary」「とられち」のモデル

#### AIV
BAGUS
- ゲキ着! IDOL（2011年1月8日）
- ノーモザ（2011年3月10日）

Rebecca
- 初裸 virgin nude（2011年5月26日）
- Saki 咲き乱れるGの花（2012年2月16日）[23]

デジタル・クライス
- 本当にデカップ 完全版（2014年5月23日）
- 本家! モロ出しデカップ（2014年6月8日）

ファインピクチャーズ
- Lover’s Day（2019年7月1日） - DVD&BD
- Clarity（2021年9月17日） - DVD&BD
- Clarity 2（2023年2月17日） - DVD&BD
- etoile（2024年1月1日） - DVD&BD
- etoile 2（2024年10月4日） - DVD&BD

その他
- 奥田咲はオレのカノジョ。（2016年3月25日、GARDEN）
- ヘアーヌード〜無●正・美巨乳Hカップ・グラマラスボディー〜（2020年5月26日、スパークビジョン） - DVD&BD
- 湯女美人（2022年3月25日、スパイスビジュアル）

キャンペーンDVD
- AV最高峰-S級GIRLS GROUP エスワンキャンペーン（2022年5月27日、S1）共演:三上悠亜、河北彩花、うんぱい、葵つかさ、安位カヲル、楓ふうあ、香澄りこ、つばさ舞、星宮一花、東雲みれい、鷲尾めい、愛宝すず、小倉七海、香水じゅん、ひなたまりん、小島みなみ、羽咲みはる、miru、夢乃あいか、架乃ゆら、七ツ森りり、汐世、天音まひな、小宵こなん、山手梨愛、坂井なるは
- エスワンキャンペーン2023スペシャルDVD（2023年6月1日、S1）共演:三上悠亜、河北彩花、うんぱい、山手梨愛、miru、架乃ゆら、安達夕莉、歌野こころ、夢乃あいか、小島みなみ、香水じゅん、星宮一花、似鳥日菜、伊藤聖夏、つばさ舞、河西れおな、四宮ありす、葵つかさ、清原みゆう、凪ひかる、鷲尾めい、美晴のん、未歩なな、望月つぼみ、宇野みれい、七ツ森りり、楓ふうあ、桃果あかり、宮城りえ

### アダルトビデオ
※個人ベスト版は斜体表記。

#### アリスJAPAN
- 新人×アリスJAPAN 着エロアイドル限界突破（6月10日） - 2011年DMM.R18単品DVDレンタル年間作品ランキング11位、「新人×アリスJAPAN」シリーズ
- 限界突破アクメ（7月8日） - 2011年DMM.R18単品DVDレンタル年間作品ランキング59位
- アリスJAPAN専属女優 奥田咲の超高級ソープ!（8月12日） - 「アリスJAPAN専属女優 ○○の超高級ソープ!」シリーズ
- ハードにイカセて（9月9日） - 「ハードにイカセて」シリーズ最終作
- ぷっくり乳輪のやわらかおっぱい（10月14日）
- 終わらないお掃除フェラ（11月11日） - 「終わらない○○」シリーズ
- 巨乳アイドル撮影会（12月9日）

- 出会って4秒で合体（1月13日） - 「出会って○秒で合体」シリーズ
- 憧れの競泳水着インストラクター（2月10日） - 「憧れの競泳水着インストラクター」シリーズ最終作
- アリスWキャスト 奥田咲×小島みなみ（3月9日）
- 汗だく汁まみれ性交（4月13日） - 「汗だく汁まみれ性交」シリーズ
- 本能を呼び覚ます濃厚なる4つのSEX（5月11日） - 「本能を呼び覚ます濃厚なる4つのSEX」シリーズ
- カラダ良し子ちゃんのいる風俗店（6月8日） - 「○○良し子ちゃんのいる風俗店」シリーズ
- 女尻（7月13日） - 「女尻」シリーズ
- キスしてフェラしてタマもシャブって、またフェラしてからアナル舐め（8月10日） - 「キスしてフェラしてタマもシャブって、またフェラしてからアナル舐め」シリーズ最終作
- 大イカセ乱交（9月14日） - 「大イカセ乱交」シリーズ
- 満開アリスた〜ず★（9月14日） - アリスた〜ず*共演作
- 筆おろしの湯～童貞専門お風呂屋さん～（10月12日） - 「筆おろしの湯」シリーズ
- 巨乳が教師になるんじゃねぇ!!（11月9日）
- エステでハメられたボインちゃん（12月14日）

- アリスJAPAN卒業式（1月11日）
- アリスJAPANのデビュー作からのセックスすべて見せます（5月10日）

#### E-BODY
- SSS-BODY 電撃移籍!!!!（2月13日） - DVD&BD「SSS-BODY」シリーズ
- 4本番 貴男の体液を全て私に下さい（3月13日） - 「4本番」シリーズ
- 咲の噴水 大量潮吹きエクスタシー（4月13日） - 「○○の噴水 大量潮吹きエクスタシー」シリーズ
- 148cmメガマラSEX（5月13日） - 「メガマラSEX」シリーズ
- 潮吹き美少女戦隊 E-BODY（6月13日）共演:赤井美月 - DVD&BD
- ひっきりなしに男が訪れるマンションの一室を終日覗き見る。ヤリ部屋。（7月13日） - 「ヤリ部屋。」シリーズスタート作
- 全タイトルコンプリートBEST 8時間（2015年4月14日）
- 爆乳はみ出しランニングでオチ●ポGET!!悩殺!乳揺らしムチコス（2016年5月13日）
- 終電逃して上司宅に宿泊中、上司の巨乳奥さんが僕を発情誘惑…寝ている旦那の横で近距離不倫、興奮して朝までハメ続けた。（2020年7月13日）

#### S1
- 専属NO.1STYLE 秘密捜査官の女（8月19日） - DVD&BD[24]「秘密捜査官の女」シリーズ
- 黄金比ボディ（9月19日）[25] - 「黄金比ボディ」シリーズ
- バコバコ風俗NO.1指名4時間スペシャル（10月19日）[26] - 「バコバコ風俗」シリーズ
- ジャイアント家族に犯された小っちゃな姉妹（11月19日）共演:夢乃あいか - DVD&BD
- いい娘すぎて何でも聞いちゃう老人介護士（12月19日）共演:ティア - 「老人介護士」シリーズ

- 敏感爆乳パイズリ挟射 4時間スペシャル（1月19日） - 「敏感爆乳パイズリ挟射」シリーズ
- ラブキモメン（2月19日） - 「ラブ♥キモメン」シリーズスタート作
- ブラックディックファック（3月19日） - 「ブラックディックファック」シリーズ
- 体内汁ダラダラ（4月19日） - 「体内汁ダラダラ」シリーズ
- 官能エステティシャン（5月19日） - 「官能エステティシャン」シリーズ
- 奥田咲がイクときの絶叫（6月19日） - 「○○がイクときの絶叫」シリーズ
- 献身的すぎて何でも聞いちゃう老人介護士（6月19日）主演:新山らん - 特別出演
- オッパイ揉みっぱなし ノンストップで乳を揉み続ける120分間（7月19日） - 「オッパイ揉みっぱなし」シリーズスタート作
- S1ギリモザ8時間ベスト（8月7日）
- 爆乳インストラクター（8月19日） - 「爆乳インストラクター」シリーズ最終作
- 恥じらいのお漏らし（9月19日） - 「恥じらいのお漏らし」シリーズ
- 全裸の巨乳家庭教師（10月19日）
- 下着モデルをさせられて…（11月19日） - 「下着モデルをさせられて」シリーズ
- 交わる体液、濃密セックス 人目もはばからず熱い結合編（12月19日） - 「交わる体液、濃密セックス」シリーズ

- 痴漢願望の女 セックスレス若妻の昼顔（1月19日） - 「痴漢願望の女」シリーズ
- 生保レディの枕営業（2月19日） - 「生保レディの枕営業」シリーズ
- パンパンピストン（3月19日） - 「パンパンピストン」シリーズ最終作
- 美乳がポロリ（4月19日） - 「美乳がポロリ」シリーズ
- 昼はボクの女上司、夜はオレの牝奴隷（5月19日） - 「昼はボクの女上司」シリーズ
- ポルチオ開発されたあの日から…（6月19日） - 「ポルチオ開発されたあの日から…」シリーズ
- クレーム処理会社の女社長 土下座とカラダで解決します（7月19日） - 「クレーム処理会社の女社長」シリーズ
- S1ギリモザ8時間ベストVol.2（8月7日）
- 私、脱いだら…です。緊縛願望の巨乳社長秘書（8月19日） - 「私、脱いだら…です。」シリーズスタート作
- エスワン七姉妹と同棲ハーレム性活（9月1日）共演:小島みなみ、葵つかさ、星野ナミ、天使もえ、美里有紗、葵 - AV OPEN 2015エントリー作品、2019年10月BD化「エスワン七姉妹と同棲ハーレム性活」シリーズスタート作
- 売春キャビンアテンダント（9月19日） - 「売春キャビンアテンダント」シリーズ最終作
- 奥田咲とノーパンノーブラデート（10月19日） - 「ノーパンノーブラデート」シリーズ
- 巨乳人妻が旦那に内緒でハマった快楽オイルマッサージ（11月19日）
- 無意識に男を挑発する着衣巨乳（12月19日） - 2020年12月BD化、「無意識に男を挑発する着衣巨乳」シリーズスタート作
- エスワン七姉妹と同棲ハーレム性活【後編】（12月19日）共演:小島みなみ、葵つかさ、星野ナミ、天使もえ、葵、美里有紗 - 2019年10月BD化「エスワン七姉妹と同棲ハーレム性活」シリーズ最終作

- スーパー黄金比BODYコスプレイヤー 発射まで着たまま5変身SEX（1月19日） - 「スーパー黄金比BODYコスプレイヤー」シリーズ
- 無意識のうちに胸を押し当てる巨乳お姉さんがけしからん（2月19日） - 「無意識のうちに胸を押し当てる巨乳お姉さんがけしからん」シリーズスタート作
- おま●こ、くぱぁ。（3月19日） - 「おま●こ、くぱぁ。」シリーズ最終作
- 1ヵ月間セックスもオナニーも禁止されムラムラ全開でアドレナリン爆発!痙攣しまくり性欲剥き出しFUCK（4月19日） - 「痙攣しまくり性欲剥き出しFUCK」シリーズ
- 下半身タッチも絶対NGの健全おっパブ店なのにイイ娘過ぎてこっそり本番までヤラせちゃう2人の人気ハメ専巨乳嬢（5月19日）共演:夢乃あいか - 2021年2月BD化
- 最初はもの凄い亀頭なぶり、焦らし尽くして暴発寸前の超敏感チ●ポを、最後はパイズリでもの凄い大量挟射!!（6月19日） - 「最後はパイズリでもの凄い大量挟射!!」シリーズスタート作
- エグい程の肉感AV 乳・尻・結合が目前に迫る特殊映像&徹底ローアングル（7月19日） - 「エグい程の肉感AV」シリーズ
- すみません、突然の雨で濡れてしまいまして… しかも、今日に限ってノーブラなんです…。（8月19日）
- 爆乳92cm細腰55cm大迫力の37cm絶対的高低差とSEXウェスト筋肉を堪能する極上アングル カーヴィーV（9月19日）
- 私だけ巨乳 常にエロ目線でジロジロ見られるデカ乳の宿命（10月19日）
- S1ギリモザ8時間ベストVol.3（11月13日） - DVD&BD
- 完全緊縛されて無理やり犯された巨乳人妻（11月19→25日） - 「完全緊縛されて無理やり犯された○○」シリーズ
- 巨乳お姉さんの優し〜い低速スローパイズリ淫語・射精するまでず〜っと優しい天国挟射（12月19→25日）

- 無意識な横乳、無防備な下乳（1月19日→2月1日）
- 泥酔NTR同窓会 巨乳の愛妻が初めて朝帰りしたワケ≪理由≫（2月19日→3月1日）
- 常に全身ローションだっくだくのご奉仕ぬるぬる爆乳ランジェリーメイド（3月19日→4月1日） - 「ランジェリーメイド」シリーズ
- 無意識に男の理性を狂わせるノースリーブニット着衣巨乳（4月19日→5月1日）
- 巨乳と桃尻がウリのヤレる回春チャイナ服エステサロン（5月19→25日） - 「ヤレる回春チャイナ服エステサロン」シリーズ最終作
- 童貞君のためにHカップで生乳・生パイズリ 反応の良い童貞チ●ポに母性をくすぐられて全力筆下ろしサービス170分（6月25日）
- 巨乳若妻が連日通ってしまう乳首診断クリニックの実態（8月1日）
- おっぱい大好き悪ガキ巨根少年の押しに根負けして旦那に内緒で朝から晩までハメまくっています（9月13日）
- 相席居酒屋でナンパした巨乳美女2人をお持ち帰り。Hな王様ゲームで気を緩ませたらガードの堅い女友達も誘って夢の4Pセックスできるか（10月7日）共演:星野ナミ
- S1×ATTACKERSスペシャルコラボ企画 夫の目の前で犯されて- 〜狂棒に濡れた団地妻〜（11月1日） - 2021年4月BD化「夫の目の前で犯●れて」シリーズ
- 全裸のままマキシワンピースを着させられて…（11月25日） - 「全裸のままマキシワンピースを着させられて…」シリーズスタート作

- S1 8時間ベストVol.4（1月7日） - DVD&BD
- 盗撮リアルドキュメント! 密着42日、奥田咲のプライベートを激撮し、偶然を装って4回に渡り近づいてきたイケメンナンパ師に引っ掛かって、SEXまでしちゃった一部始終（2月7日） - 「盗撮リアルドキュメント!」シリーズ
- 大乱交解禁!!チ●ポ26本VS奥田咲 常に肉棒を求めてイカセ合うノンストップ大量射精37連発超乱交スペシャル（3月7日） - 「ノンストップ大量射精○○連発 超乱交スペシャル」シリーズ
- 透け乳首で隣人を勃起させ笑みを浮かべるヤリたがり巨乳妻（4月1日）
- 旦那に言えない秘密のパート 人妻見学リフレ 巨乳奥さんの癒しのフルコース裏オプション（4月13日）
- 目立ちたがりハイレグ巨乳ママの誘惑授業参観（5月7日）
- 最高級巨乳ランジェリーヌ（6月7日）
- 裸よりも恥ずかしい新作の極小水着モデルをさせられて（7月7日）
- 大きな胸がコンプレックスの彼女の姉に俺好みの服を着させゼッタイ服従させた話です。（8月7日） - 2020年7月BD化
- 週5日間通勤電車で執拗な乳揉み痴漢に堕ちたマゾ巨乳人妻（9月7日） - 2020年9月BD化
- 拘束輪姦レイプされ快楽に堕ちた特殊任務捜査官（10月7日） - 2021年2月BD化「特殊任務捜査官」シリーズ最終作
- エスワン15周年スペシャル大共演 第1弾 4大スーパーボディ4輪車 最高級ハーレム風俗マンションへようこそ（10月19日）共演:星野ナミ、松本菜奈実、葵 - DVD&BD「エスワン○周年スペシャル大共演」シリーズスタート作
- 毎日、朝のゴミ出し時間にすれ違う浮きブラ奥さんをその場で即ハメ（11月7日） - 2021年4月BD化
- 絶頂してピクピクしているおま●こを容赦なく突きまくる怒涛のおかわり激ピストン性交（12月7日） - 2021年5月BD化「絶頂してピクピクしているおま●こを容赦なく突きまくる怒涛のおかわり激ピストン性交」シリーズ

- 愛する夫のために人妻が風俗に陥った理由（1月7日） - 「愛する夫のために人妻が風俗に陥った理由」シリーズ
- S1デビュー5周年記念最新12タイトル53コーナー大放出8時間ベスト（1月7日） - DVD&BD
- 肉食系インテリ痴女の上から目線の知的淫語とザーメンバキューム騎乗位（2月7日）
- 寝取らせ実録 他人に抱かれて濡れる巨乳人妻を公開露出いいなり温泉旅行（3月7日）
- S1 PRECIOUS GIRLS 2019 15th Anniversary DVD6枚組24時間プレミアムBEST（3月7日） - 撮り下ろし企画を収録
- 朝から晩まで義弟に濡らされ脅迫レ×プされる私… 〜巨乳人妻の透けて張りついたブラウスの先〜（4月7日）
- 巨乳リケジョお姉さんの種搾りパイズリで毎日大量挟射させられています（5月7日）
- 203号室のナースコールが鳴るたび、深夜の院内で声も出せずに…（6月7日）
- 競泳人妻ハメ放題プール痴漢（7月7日）
- 新婚旅行NTR 夫と思い出のビーチで愛を育んでいたら昔ナンパされたチャラ男に寝取られた巨乳人妻（8月7日）
- ものすごい乳首責めしながら男と同時にイクイク騎乗位ラッシュ（9月7日）
- 押しに弱くてイヤだと言えない巨乳人妻とエロ整体師（10月7日） - 「押しに弱くてイヤだと言えない○○とエロ整体師」シリーズ最終作
- ど田舎の夏はヤルことがなくて隣の巨乳奥さんの誘惑に乗っかり毎日じっとり汗だく交尾（11月7日） - 2020年FANZA単品DVDレンタル年間作品ランキング15位、「ど田舎の○○はヤルことがなくて」シリーズスタート作
- 相部屋NTR 絶倫部下と巨乳上司が朝から晩まで、不倫セックスに明け暮れた出張先の夜（12月7日）[27] - 「相部屋NTR 不倫セックスに明け暮れた出張先の夜」シリーズスタート作

- 旦那不在の2日間、本能のまま不倫セックスに明け暮れた不実な週末（1月7日）[28]
- S1 8時間 最新12タイトル全コーナー入りベスト Vol.6（1月19日） - DVD&BD
- ネトラレテント 〜旦那が肉を焼いている14分間にテントの中で寝取られ続ける巨乳妻〜（2月7日）
- 「終電ないならウチ来る?」 残業後に上司の奥田さん宅にお泊り!?無防備な部屋着とすっぴん姿に興奮した僕は無我夢中で。。。（3月7日）
- あの夏から5ヵ月経っても…ど田舎の冬はやっぱりヤルことがなくて 隣の巨乳奥さんの誘惑に乗っかりじっとり交尾三昧で毎日暖め合う。（4月7日） - 「ど田舎の○○はヤルことがなくて」シリーズスタート作
- 深夜0時… 妻が就寝した後、居候中の妻の義姉（アネ）と獣の如く凄まじいSEXをする事が毎晩の日課です。（5月7日） - DVD&BD
- 「ホテルで休憩しよっか?」 酔いつぶれた僕が会社の巨乳受付嬢の奥田さんに逆お持ち帰りされ一線を越えた夜。（6月7日）
- 使えない大嫌いな部下と出張先の温泉旅館でまさかの相部屋に…無理矢理夜●いされ何度も何度もイカされてしまった女上司…。（7月7日）
- エスワン2トップ美巨乳共演 Hカップお姉さんとイチャついてたらJカップお姉さん乱入してきてW爆乳ハメ比べドリーム逆3P（8月19日）共演:鷲尾めい - DVD&BD
- 「主人がいない間、私にかまって…」 向かいに越してきた隣人妻の絶倫セックスに溺れた僕 本格NTRドラマ 盛り付いた絶倫妻との背徳性交（9月7日） - 「向かいに越してきた隣人妻の絶倫セックスに溺れた僕」シリーズ
- 目覚めたら元カレが横に…-同窓会NTR- 夫を忘れハメをはずした絶倫人妻の一夜。（10月7日） - 「NTR同窓会」シリーズ
- 最高のプロポーションを持つ唯一無二の愛人とひたすら浮気セックスする終電までの2時間（11月7日）
- 50本番8時間（11月19日） - DVD&BD
- おっぱいか大切な用事か二者択一でおっぱいを選んだボク（12月7日）

- バイト先の店長の奥さんがどスケベ過ぎて僕のカラダが持ちません…（1月7日）
- 綺麗で優しい自慢のお母さんがゲスな不良先輩たちに犯●れるのを見てしまった僕（2月7日） - 「自慢のお母さんがゲスな不良先輩たちに犯●れるのを見てしまった僕」シリーズスタート作
- 上司が出張で不在中、上司の妻とめちゃくちゃハメまくった3日間。（3月7日） - 「上司が出張で不在中、上司の妻とめちゃくちゃハメまくった3日間。」シリーズ
- S1 8時間 最新12タイトル全コーナー入りベスト Vol.7（3月19日） - DVD&BD
- 義父に抱かれ続けて5日目の不貞性交 それは夫が出張する月曜日から始まった（4月7日）
- 熟れ切った最高のカラダを極限まで覚醒させた失禁・絶頂キメセクがヤバい（5月7日）
- 卒業から8年が経ちました…恩師の葬儀で再会した元彼に酔わされ寝取られ凌●された喪服妻（6月7日）
- ※台本一切無し!!ハメ撮り!すっぴん!何でもアリ! 奥田咲のスケベ本性剥き出しSEX!! ガチで二人きりの温泉旅行でヤリまくった生々しすぎる超レアなエロス200％動画（7月7日） - 「※台本一切無し!!ハメ撮り!すっぴん!何でもアリ! ○○のスケベ本性剥き出しSEX!!」シリーズ
- 汗でじわじわ浮き出るノーブラ乳首 見たい?揉みたい?吸い付きたい?（8月7日）
- 最高の受け身オナニー体験へ!【ASMR主観・JOI・ド迫力肉感映像】奥田咲お姉さんの過激ちんしこサポート（9月14日） - DVD&BD[注 1]「○○○お姉さんの過激ちんしこサポート」シリーズ
- 奥田咲のPLATINUM SOAP（10月12日） - 「PLATINUM SOAP」シリーズ
- 超鮮明ダイナミック映像×完熟Hカップ接写肉感アングル デビュー10周年プレミアム3本番240分スペシャル（11月9日） - 初4K作
- こんなところでおっぱい誘惑!? バレたらマズい、声も出せない状況で誘ってくる巨乳痴女お姉さんの背徳スリルパイズリ（12月14日）

- 奥さんのエロいカラダにお客がみんな欲情… やすらぎのスーパー銭湯バイト人妻（1月11日）
- 「新しいママのおっぱい、柔らかくて大きい」息子になった僕と咲さんの初体験レッスンの日々。（2月8日）
- The Legend of No.1STYLE 奥田咲デビュー10周年メモリアルBEST最新12タイトル8時間（2月22日）
- 旦那に内緒で非日常トリップする超イグゥ失神キメセク不倫性交（3月8日）
- …そうして教師の人妻は同窓会で再会した元教え子と一心不乱に交わった（4月12日）
- 欲求不満のピークを超えた人妻がアルバイト先のメンズエステ店でこっそり求める本番行為（5月10日） - 4K作[29]
- ママのこと、許して…娘の彼氏との不埒な密会 若い絶倫チ●ポに気が狂うほどイカされ続けて…（6月14日）
- 俺たちのいいなり巨乳団地妻 正義感ぶってムカつくからえっろい肉体を輪●して黙らせた話。（7月12日）
- こんな爆乳に挟まれたい…男はそのパイズリに我慢できない。チ●ポをトロットロにするおっぱいビッチ（8月9日） - 4K作、「こんな爆乳に挟まれたい…」シリーズ
- 一日早く着いた夫の実家。性欲が暴走した義父に犯●れその快楽の虜になった旦那不在の一夜（9月13日）
- 欲求不満な人妻のカラダが疼く… 年下の若い愛人のチ●ポを貪る強欲性交（10月11日） - 4K作
- ダメ夫の借金8千万円と引き換えに好き放題、欲望のままに義父に犯●れる日々（11月8日） - 4K作
- 昨日我が家に入った強盗犯はリストラされ、借金にまみれ、闇金から1年間逃げ回っていた義弟でした。（12月13日） - 4K作

- 生理的に死ぬほど嫌いな初老上司に無理やり同伴出張させられて… 恥辱と体液にまみれ一晩中犯●れた人妻社員（1月10日） - 4K作
- イジメから僕を助けてくれた担任の奥田先生が犯●れているのを見て鬱勃起（2月28日） - 4K作
- 汚いゴミにあふれたキモいニート爺の部屋で犯●れ続けたのに…人妻の私は生まれて初めてのとめどない絶頂を経験した。（3月14日） - 4K作
- フライト乗務を外されて…若さを失い飛べなくなったキャビンアテンダントは金持ち親父のいいなり肉奴●（4月11日）
- 四つ年上の巨乳義母に媚薬を毎日盛り続け7日目、何度も近親濃厚セックスを欲しがる発情メスに堕ちた。（5月9日） - 4K作
- 「エアコン温度高くてムンムン…」ヤリたがり上司の奥さんは汗ばむ谷間を見せつけムラムラ誘惑（6月13日） - 4K作
- 「先生のおっぱい見せるから精子出るとこ見せて♡」 年下のウブ男子に子宮キュンキュンしちゃう痴女教師が毎日ボクを射精せたがります!（7月11日） - 4K作
- 町内会の超嫌いなバキバキ絶倫ジジイに弱み握られカラダ許したら… 気持ち良すぎて会う度に限界までイカされちゃう私。（8月8日）
- 究極焦らしテクを持つ痴女妻さんが田舎でひっそり経営しているルーインドオーガズム無限射精エステ（9月12日） - 4K作
- 性欲おさまらない無駄に巨乳なパート人妻はバイト先の若い男と10代の猿カップルみたいにヤリまくった。（10月10日） - 4K作
- 人妻スイミングインストラクターに用意されていたのは… 乳房がこぼれ出そうな競泳水着でした。（10月31日） - 4K作
- 「普段は真面目なのに…」 酔うとキス魔、ハメると失禁、泥●ビショ濡れビッチになっちゃう人妻上司と体液まみれのホテル2次会（11月14日） - 4K作
- 老舗旅館を守るためスケベの限りを尽くして殿方もてなすおっぱい接待女将（12月8日） - 4K作

- 悪徳マッサージ師にデリケートな局部を刺激され仰け反り痙攣するまでイカされ続けた巨乳人妻（1月9日）
- 暴走した思春期の性欲をひたすらに介助し続ける、いつでも吐精お母さん。（2月13日） - 4K作
- 「嫁の義姉さんがエロすぎるから…」欲求不満な人妻咲とセックスレスな妹の旦那が恥ずかしいほどハメ狂った（3月12日） - 4K作
- 大きな生乳で横たわる患者さんを誘うゆがんだ性癖の人妻歯科衛生士（4月9日）
- 既婚の訪問ヘルパーは助平じじいに騙され全身しゃぶり寝取られる…（5月14日） - 4K作
- 巨乳がすぐにハミ出る制服で働かされた貧困妻の裏バイト（6月11日） - 4K作
- 柔らかさ業界NO.1釣鐘型おっぱい 奥田咲の11年間を辿るS1全125作品16時間（6月25日）
- 妻のスマホをこっそり見たら… 知らない男と裸の妻が…（7月9日） - 4K作
- 出会い系アプリで余ってた人妻は隠れ巨乳の敏感マゾでオナホ代わりとして優秀だった。（8月13日） - 4K作
- 婚活パーティー行ったら…肉食系Wアラサー痴女に逆お持ち帰り!僕のチ●ポ奪い合い!?熟練テク挟み撃ち5連射精ハーレムの夜（9月10日）共演:小島みなみ - 4K作[30]
- 旦那の兄の薄壁一軒家に夫婦で転がり込んで夜の営みも出来ず身近な義兄チ〇ポに手を出した人一倍性欲の強い肉欲妻（10月8日） - 4K作
- 「こんなおばさんでいいの?」女を諦めていたオフィス清掃の人妻は男性新入社員の絶倫精力で若返る。（11月12日） - 4K作
- 二回り年下の甥っ子なんかに何度もイカされた恥ずかし過ぎる私の欲求不満マ●コ（12月10日） - 4K作
- S1 PRECIOUS GIRLS 2024 オールスター24名大集合ハーレムアイランドSpecial（12月10日）共演:河北彩伽、田野憂、榊原萌、小日向みゆう、未歩なな、神楽ももか、浅野こころ、川越にこ、五条恋、本郷愛、金松季歩、白上咲花、兒玉七海、早坂ひめ、乃坂ひより、村上悠華、三田真鈴、楓ふうあ、miru、渚あいり、七ツ森りり、明日葉みつは、倉木華 - 4K作

- あんあん ちゅぱちゅぱ あぁ〜ん 夜の営みが毎晩うるさい隣家の性欲モンスター奥さんの追いセックス相手になった僕。（1月14日） - 4K作
- エスワン20周年記念 AV業界史に残る最強タッグ作品 世界に誇る一流女優たちが極上ご奉仕してくれる 超S1級 ハーレム風俗フルコース（1月28日）共演:田野憂、五条恋、神楽ももか、小日向みゆう、河北彩伽、楓ふうあ、浅野こころ、七ツ森りり、三田真鈴、miru、金松季歩、榊原萌、兒玉七海、本郷愛、明日葉みつは - 4K作
- 「オチンチン、勃っちゃった?おばさんでよければすぐに処理してあげる」働くおばさんが隠しきれない巨乳でボッキさせちゃった男子達をこっそり射精サポート 職業別シチュエーション（3月11日） - 4K作[31]
- 結婚から30年経っても毎夜お母さんを抱く猿並み父さんの絶倫チ●ポに発情し始めた僕の嫁（4月8日） - 4K作
- 娘の代わりにAVデビューすることになったお母さん… まさかの女を取り戻し、天職に就いたみたいです。（娘さん談）（5月13日） - 4K作
- シンママは子供が寝た後のパパ活で媚薬使って現実逃避エクスタシー（6月10日） - 4K作
- エスワン20周年記念 AV業界史に残る最強タッグ作品 たまったら射精しよう わたしたち おチ●ポテクニシャンです。（6月24日）共演:本郷愛、河北彩伽、金松季歩、miru、三田真鈴、七ツ森りり、浅野こころ、楓ふうあ、明日葉みつは - 4K作
- ママ友にオナ猿息子の性処理サポート頼まれたご無沙汰お母さん、若き絶倫チ●ポに完全敗北。（7月8日） - 4K作

#### ATTACKERS
- ATTACKERS×S1スペシャルコラボ企画 あなた、許して…。 感じるカラダ（2017年12月19日） - 2020年3月BD化、「あなた、許して…。」シリーズ

#### 溜池ゴロー
- 溜池ゴロー15周年YEARコラボ第2弾 「映像関係」というパート募集に応募して採用された会社はAVメーカー。ADとして働き始めたのにいつのまにか人妻女優としてAVデビュー（2021年3月13日） - 「「映像関係」というパート募集に応募して採用された会社はAVメーカー。」シリーズ

#### MOODYZ
- 何が何でもこのカラダとヤリたいッ…! というわけで、全裸で母さんにお願いしてみた。リメイク実写版 最強コラボ実現!フリーハンド魂×S1×MOODYZ（2025年2月4日） - 4K作、初同人実写化作、篠田ゆう出演作（2021年1月13日）のリメイク

#### 配信限定・VR
- SEX DRIVE XCITYオリジナル編集（アリスJAPAN、2017年12月10日） - XCITY独占配信

- さき（High SCENE、7月20日） - DMM.R18独占配信[32]
- 美乳がポロリVR（S1、9月7日） - VRデビュー作、FANZA独占配信
- SEX DRIVE Vol.2 XCITYオリジナル編集（アリスJAPAN、9月11日） - XCITY独占配信
- 超至近距離でおっぱい誘惑してくるノーブラ着衣巨乳お姉さん（S1、9月19日） - VR作、FANZA独占配信

- 噂の優良おっパブ店で超人気の美巨乳3人同時指名!本番禁止なのにこっそり射精する裏オプ全部乗せ140分コース!（S1、1月3日）共演:真白真緒、羽咲みはる - VR作、FANZA独占配信、HQ画質
- 女上司と相部屋VR 無防備な上司の姿に性欲のタガが外れて一晩中ヤリまくった一部始終（S1、1月31日） - VR作、FANZA独占配信
- 熟れた人妻のドスケベな肉体をヴァーチャル不倫セックスVR 欲求不満の巨乳妻がアナタの肉棒で我を忘れて乱れ狂う木曜日14時のホテル街（S1、6月19日） - VR作、FANZA独占配信

- ど田舎の夏はヤルことがなくて隣の巨乳奥さんの誘惑に乗っかり毎日じっとり汗だく交尾VR（S1、2月19日） - VR作、FANZA独占配信
- 奥田咲を完全独占!人気AV女優が僕だけに見せる素顔&イキ顔 最高の密着距離でひたすらSEXに没頭する究極同棲VR（S1、5月24日） - VR作、FANZA独占配信
- 天井特化×メンズエステ×奥田咲 あなたは寝てるだけ。爆乳ド迫力アングル覆い被さり騎乗位スペシャル（S1、9月6日） - VR作、FANZA独占配信

- 2ヵ月に1度しか会えない熟れた愛人と死に物狂いで不倫セックス（S1、2月4日） - VR作、FANZA独占配信

- 奥田咲の釣鐘型なのに柔乳 奇跡の色白マシュマロHcupに包まれる超快感パイズリ（S1、12月23日） - VR作、初8K作、FANZA独占配信

## 出演

### テレビ
- 桃のささやき(MONDO TV)
- Sweet Kiss(MONDO TV)#19 共演:沖ひとみ
- 胸キュン!アリスたーず（2011年10月16日、12月16日 - 2012年3月18日、エンタ!371） - アリスた～ずとして。
- ドキドキ!アリスた〜ず★（2012年4月17日 - 9月20日、エンタ!371） - アリスた～ずとして。
- せんべろ女とホルモンおやじ（2013年3月30日、フジテレビワンツーネクスト）#6 共演:桜ここみ、めぐり
- チャンネル生回転TV Midnightザップ!（2014年10月13日・12月15日、BSスカパー!）共演:天津、杉作J太郎、今泉泰幸

### ラジオ
- 博多華丸・大吉のアリスた〜ず★最前線!（2011年10月5日 - 2012年9月26日、ラジオ大阪）
- ねむチキ（2021年12月5・12日、TBSラジオ）#23・24ゲスト、共演:コロコロチキチキペッパーズ

### 配信
- アリスJAPAN ニコ生 放送部（ニコニコ生放送 （ニコニコ動画） ）
- ALICEJAPANさんのライブ(TwitCasting)
- DMMライブチャット(DMM.R18)
- 江戸むらさきの茶碗蒸し #5（2013年12月13日、ニコジョッキー）[33]
- ヘドロットンのイメージアップ大作戦!（2017年2月8日 - 、afreecaTV）#5 - ・#15ゲスト
- のぞき見ちゃん ゲーム女子のぞき見ちゃんねる（2020年6月30日 - 2023年3月29日、YouTube）[34]他出演:桜もこ、天海つばさ、つぼみ、桜空もも、架乃ゆら、山岸逢花、七ツ森りり、藤井いよな、美谷朱里
  - 主なゲーム
モンスターハンター ダブルクロス、モンスターハンター：ワールド、東京2020オリンピック The Official Video Game、スーパー マリオパーティ、ことばのパズル もじぴったんアンコール、Fit Boxing、Keep Talking and Nobody Explodes、バイオハザード ヴィレッジ、Not Not、ito、ワードウルフ、水平思考クイズ、昼ドラ川柳 新装版、SIZEUP、ワード落とし、アハ体験、バイオハザード5
- カチコチTV（2022年1月14・21日・2023年1月20・27日、FANZA見放題chライト）#55・56ゲスト、#107・108アシスタントMC、共演:三上悠亜、竹内有紀、白桃はな、さつき芽衣、miru、小宮浩信（三四郎）、森田哲矢（さらば青春の光）

### CM
- 「ダイヤモンドバナナ」シリーズ(CM)（株式会社メタボリック）[35]

### 新聞・雑誌
- ALICE GIRLS DIGITAL MOOK(DEC) - vol.15（2012年9月5日）・vol.17（9月10日）・vol.21（9月19日）
- アサヒ芸能[36]

2011年
- Bejean（5月21日・2012年8月22日、ジーオーティー） - 7月号・10月号（付録DVD）
- 東京スポーツ（10月3日 - 隔週月曜日掲載・2013年5月 - 、東京スポーツ新聞社） - アリスた～ず*のどっち?ザ・ベスト、連載、裏通り[37]
- 月刊NAO（11月21日、三和出版） - 1月号

2012年
- ニャン2倶楽部（1月16日、コアマガジン） - 3月号
- 週刊大衆（2月11日、双葉社） - 2月27日号
  - 増刊（2月24日）3月4日号
  - ヴィーナス（8月22日） - 9月22日号、2013年9月22日号
- サンケイスポーツ（4月16日[38]・8月6日・[39]・9月10日[40]・10月8日[41]・2013年1月7日[42]・3月31日[43]・5月6日[44]、産業経済新聞社） - 高須基仁の激ヤバ!AV嬢・素顔の女たち
- 夕刊フジ（2012年5月[45]、産業経済新聞社） - インタビュー
- 月刊DMM（9月22日・2013年1月22日、ジーオーティー） - 11月号（アリスた～ず★）・3月号（表紙）

2013年
- べっぴんDMM（2月8日、ジーオーティー） - 3月号
- メガベッピン （3月8日、ジーオーティー） - 4月号
- ズバ王（5月10日、ジーオーティー） - 6月号
- FLASH（8月27日、光文社）9月10日号
- 実話大報（8月30日、ジーオーティー） - 10月号

### 舞台
- 房総学園期末テスト〜初めての宇宙旅行（2012年11月5日、劇団チキンハート）アリスた〜ず★でゲスト出演
- 聖なる嘘つきたちの夜（2015年12月22日 - 27日、Beginningプロモーション）CAST A班

2016年
- RPG（11月23 - 27日、Zero Amenity）
- いられる少女じゃ夢見ない（12月16・17日）

2017年
- 13月の女の子（1月25日 - 2月5日、劇団ドリームプリンセス）
- LiE or TruE?（3月31日 - 4月2日）
- 星降る学校（5月10 - 13日）
- 髪結いの女たち（6月15日 - 18日、ユニット美人）B班
- BOX-SING 〜3ROUND〜（7月12日 - 18日、Beginningプロモーション）
- レイアメ即興FES〜夏〜（8月4 - 6日、Rave Amenity）
- R/C selection（9月21 - 24日、演劇ユニットP-5）
- BPMD（10月18 - 22日、ハイスペックストラックス企画）共演:桜井よしみ
- ひゃっきやぎょう（11月16 - 20日、東京ノ温度）

2018年
- ICE CREAM GOOD BYE 2（3月28日 - 4月1日、ベニバラ兎団）
- Cherry Boy / Cherry Girl（6月26日 - 7月1日、どんどんチェリー）
- Draw The Curtain（9月5 - 9日、演劇ユニットP-5）Bチーム
- CLOWN（11月22 - 25日、演劇ユニットP-5）

2019年
- shuffle! 6（3月28 - 31日、劇団FREE SIZE）
- Banana Case（6月11 - 16日、どんどんチェリー）
- どうぶつLINE（8月14 - 18日、JJS）★ちーむ
- 巌流島で待ってるね。2019（11月28日 - 12月1日、劇団FREE SIZE）ゲスト出演

2020年
- nine write（1月15 - 19日、ARC(An Reve Connecter)）
- tomorrow will be yesterday（2月14 - 16日、コルバタ）
- shuffle! 7（7月2 - 5日、劇団FREE SIZE）
- ロックンロール ニッポン 愛のクラクラクラスター（10月13 - 18日、lovepunk）
- この作品はフィクションであり、実在する人物、団体等とは一切関係ありません2020（11月12 - 15日、劇団FREE SIZE）

2021年
- ヘラハウス（3月31日 - 4月4日公開収録・4月9日配信開始、マペプロ）[46]主演
- Orange Peel（6月16 - 20日、どんどんチェリー）

2022年
- shuffle! 8（5月25 - 29日、劇団FREE SIZE）
- shuffle! 9（11月2 - 6日、劇団FREE SIZE）Team S

2023年
- shuffle! 10（11月1 - 5日、劇団FREE SIZE）Team F

2024年
- Waiting Room 2024（6月5 - 9日、劇団FREE SIZE）

2025年
- あの時あの場所で〜石巻立町商店街〜（2月5 - 9日、曼荼羅ジャンキー）
  - （石巻公演、8月9・10日）

### 映画
- 妹の匂い よろめきの爆乳（2014年12月19日、監督:吉行由実）主演「真理子」役、共演:加納綾子、星野ゆず
- お昼の猥談 若妻の異常な性体験（2015年4月10日、監督:吉行由実）主演「雪」役、共演:羽月希、里見瑤子、ピン希林
- 悶憮乱の女 〜ふしだらに濡れて〜（2020年3月20日、監督:髙原秀和）主演「玲子」役、共演:涼南佳奈、加藤絵莉
  - モンブランの女（2020年10月22日、オーピー映画、R15+版）[47]
- 月と寝る女 またぐらの面影（2020年12月18日、オーピー映画、監督:石川欣） - 主演「ユミ」役、共演:あけみみう、加藤絵莉
  - フルムーンラバーズ（2021年11月12日、オーピー映画、R15+版）
- Dreams on Fire（2021年5月15日、DOF、監督:フィル・メッキー） - さくら役、主演:仲万美[48]

### Vシネマ
- SEX and LoveDoll:アンジェラ 美爆乳アンドロイドのセクシー実践講座（2018年12月5日、監督:吉行由実）主演「アンジェラ」役、共演:一ノ瀬恋、福咲れん「SEX and LoveDoll」シリーズスタート作

### ゲーム
※DMM GAMESに多数出演
- 新宿スカウトバトル（2019年12月2日、DMM GAMES）- 格闘家・奥田咲 役[49]
- 社長と美女たちの二重奏（2024年3月6日[50]、CREAM SOFT）- 剣山古奈美 役[51]

## グッズ
- 【KING x S1コラボ】奥田咲のオナホ（2013年9月25日、KING）
- ジュルエロペット わがままサミー（2016年2月27日、サンクチュアリ）
- エスワンキャンペーン各種（2022年7 - 8月、FANZAコラボ）B4アクリルスタンド（チームS）、オリジナルA1タペストリー、生写真27枚セット（アイドルver・水着ver・S級下着ver）、オリジナルコースター
- 【S1キャンペーン2023】各種（2023年7 - 8月、FANZAコラボ）オリジナルアクリルスタンドE、オリジナルA1タペストリー、撮り下ろし生写真30枚セット（アイドル衣装ver・水着ver・ランジェリーver）、撮り下ろし生写真30枚セット（Sチーム）
- 【熟女・人妻キャンペーン2023】撮りおろし生写真18枚セット（2023年12月15日、FANZAコラボ）